# Bolton (Carolina del Norte)
Bolton es un pueblo ubicado en el condado de Columbus, Carolina del Norte, Estados Unidos. Tiene una población estimada, a mediados de 2022, de 515 habitantes.

## Geografía
La localidad está ubicada en las coordenadas 34°19′3″N 78°23′52″O / 34.31750, -78.39778 (34.317425, -78.397685). Según la Oficina del Censo, tiene una superficie de 9.33 km², correspondientes en su totalidad a tierra firme.

### Localidades adyacentes
El siguiente diagrama muestra a las localidades en un radio de 24 kilómetros (14,9 mi) de Bolton.

## Demografía

### Censo de 2020
Según el censo de 2020, en ese momento la localidad tenía una población de 519 habitantes.
| Raza                   | Núm. | Porc.  |
| ---------------------- | ---- | ------ |
| Afroamericanos         | 297  | 57.2%  |
| Blancos                | 128  | 24.7%  |
| Amerindios             | 36   | 6.9%   |
| Asiáticos              | 4    | 0.8%   |
| De otras razas         | 14   | 2.7%   |
| De una mezcla de razas | 40   | 7.7%   |
| Total                  | 519  | 100.0% |

Del total de la población, el 5.4% eran hispanos o latinos de cualquier raza.

### Censo de 2000
Según el censo de 2000, en ese momento los ingresos medios de los hogares de la localidad eran de $27,596 y los ingresos medios de las familias eran de $33,295. Los hombres tenían ingresos medios por $33,750 contra los $21,071 que percibían las mujeres. Los ingresos per cápita para la localidad eran de $12,400. Alrededor del 22.00% de la población estaba bajo el umbral de pobreza nacional.